# Ratměřice
Ratměřice település Csehországban, a Benešovi járásban. Ratměřice Neustupov, Veliš, Zvěstov és Jankov településekkel határos. Lakosainak száma 313 fő (2024. január 1.).

## Népesség
A település lakosságának változását az alábbi diagram mutatja:
| Lakosok száma | 718  | 687  | 589  | 395  | 358  | 301  | 292  | 301  | 302  | 313  |
|               | 1869 | 1890 | 1921 | 1950 | 1980 | 2001 | 2017 | 2019 | 2022 | 2024 |